# 카라 엘레할데

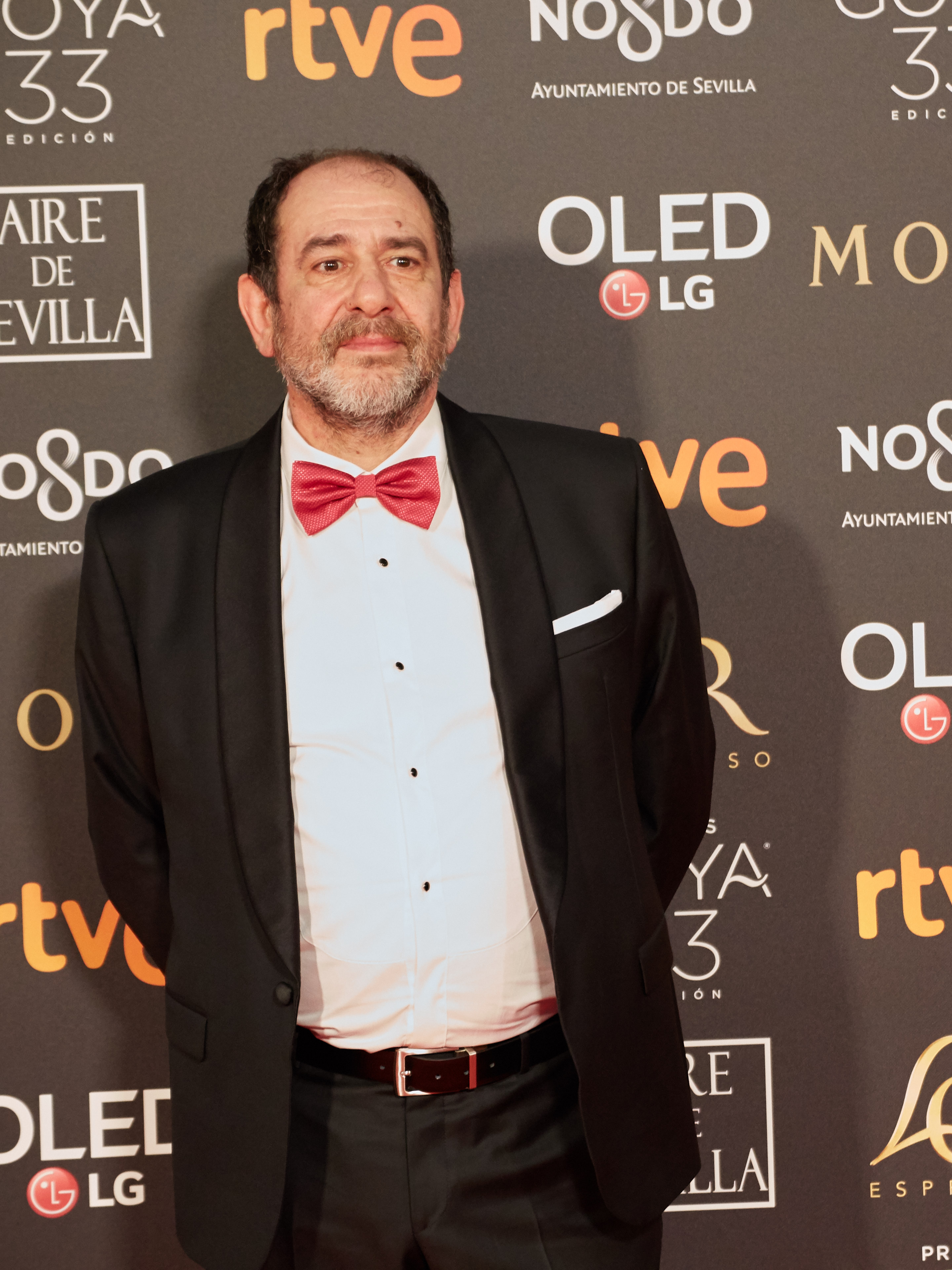

카라 엘레할데(Carlos Elejalde Garai, 1960년 10월 10일~)는 스페인의 배우, 영화 감독, 각본가이다.
비토리아에서 태어났다.

## 영화
- 와일 앳 워(2019년)
- 오페라시온 콘차(2017년)
- 프레그넌트(2016년)
- 100미터(2016년) - 마놀로 역
- 레이 기타노(2015년)
- 스패니쉬 어페어 2(2015년)
- 어 에스모가(2014년)
- 스페니쉬 어페어(2014년)
- 슈퍼 스파이: 수상한 임무(2014년) - 모타델로 / 티아 풀젠시아 목소리 역
- 로코 콘 발레스타(2013년)
- 오렌지 허니(2012년)
- 이븐 더 레인(2010년) - 안톤 / 크리스토발 콜론 역
- 비우티풀(2010년) - 멘도자 역
- 타임크라임(2007년) - 헥터 역
- 셀바(2002년)
- 그들이 보고 있다(2002년)
- 네임리스(1999년)
- 대지(1996년)
- 붉은 다람쥐(1993년)
- 액션 무탕트(1993년)
- 키카(1993년)
- 젖소(1992년)